# Liste von Flugplätzen in Namibia
Dies ist eine Liste von Flugplätzen in Namibia.
Es handelt sich bis auf die Flughäfen der Namibia Airports Company um größtenteils private Flugplätze. Die Namibia Civil Aviation Authority (bis 2016 Department of Civil Aviation), die zivile Luftfahrtbehörde Namibias unterscheidet zwischen Flughäfen (englisch airport), Flugplätzen (englisch airfield) sowie Landeplätzen (englisch landing strip).
Mit Stand Mitte 2021 gab es 113 registrierte Flugplätze und 180 Flugfelder sowie acht registrierte Flughäfen.

## Flughäfen
| Name                                | IATA | ICAO | Ort                  | Höhe (Meter) | Länge × Breite (Meter) | Ausrichtung | Oberfläche         | Art                     | Betreiber |
| ----------------------------------- | ---- | ---- | -------------------- | ------------ | ---------------------- | ----------- | ------------------ | ----------------------- | --------- |
| Flugplatz Gobabis                   | GOG  | FYGB | Gobabis              | 1441         | 2260 × 30 1600 × 30    | 07/25 11/29 | Kies k. A.         | international, national | privat    |
| Flughafen Grootfontein              | GFY  | FYGF | Grootfontein         | 1413         | 3560 × 45 1040 × 30    | 08/26 17/35 | Asphalt            | international, national | Luftwaffe |
| Flughafen Katima Mulilo             | MPA  | FYKM | Katima Mulilo        | 958          | 2292 × 21              | 09/27       | Asphalt            | international, national | NAC       |
| Flughafen Keetmanshoop              | KMP  | FYKT | Keetmanshoop         | 1069         | 2316 × 45 1434 × 30    | 04/22 18/36 | Asphalt Kies       | international, national | NAC       |
| Flughafen Lüderitz                  | LUD  | FYLZ | Lüderitz             | 139          | 1830 × 30 1193 × 30    | 04/22 12/30 | Asphalt Kies       | international, national | NAC       |
| Flugplatz Mariental                 | –    | FYML | Mariental            | 1113         | 2000 × 25 1500 × 30    | 01/19 12/30 | Asphalt Kies       | national                | privat    |
| Flughafen Ondangwa                  | OND  | FYOA | Ondangwa             | 1097         | 2987 × 45              | 08/26       | Asphalt            | international, national | NAC       |
| Flughafen Rundu                     | NDU  | FYRU | Rundu                | 1106         | 3054 × 30              | 08/26       | Asphalt            | international, national | NAC       |
| Flugplatz Swakopmund                | SWP  | FYSM | Swakopmund           | 52           | 1600 × 18 963 × 24     | 06/24 17/35 | Verschlämmung Sand | national                | städtisch |
| Walvis Bay International Airport    | WVB  | FYWB | Walvis Bay           | 97           | 1675 × 60              | 09/27       | Asphalt            | international, national | NAC       |
| Flughafen Windhoek-Eros             | ERS  | FYWE | Windhoek             | 1699         | 1983 × 30 1005 × 30    | 01/19 09/27 | Asphalt            | international, national | NAC       |
| Windhoek Hosea Kutako International | WDH  | FYWH | östlich von Windhoek | 1719         | 4569 × 45 1525 × 30    | 08/26 16/34 | Asphalt            | international, national | NAC       |

## Flugplätze (registriert)
Die nachstehenden Flugplätze sind von der namibischen Flugaufsichtsbehörde Namibia Civil Aviation Authority (bis 2016 Department of Civil Aviation) registriert (Stand Januar 2021).
| Name                                        | IATA | ICAO | Ort                              | Höhe (Meter) | Länge × Breite (Meter) | Ausrichtung | Oberfläche | Art                     | Betreiber                 |
| ------------------------------------------- | ---- | ---- | -------------------------------- | ------------ | ---------------------- | ----------- | ---------- | ----------------------- | ------------------------- |
| Flugplatz Aandster                          |      | FYAD | im Namib Rand Nature Reserve     | 1008         | 1450 × 15              | 04/22       | Kies/Sand  | national                | Namib Rand Nature Reserve |
| Flughafen Arandis                           | ADI  | FYAR | Arandis                          | 581          | 1918 × 20              | 10/28       | Asphalt    | national                | Arandis Airport Pty Ltd.  |
| Flugplatz Cape Cross                        |      | FYCC | Kreuzkap                         | 3            | 720 × 10               | 05/23       | Sand       | national                | Westair Aviation          |
| Flugplatz Damaraland Camp                   |      | FYDC | bei Twyfelfontein                | 549          | 1470 × 15              | 05/23       | Kies       | national                | The Namib Lodge Company   |
| Flugplatz Twyfelfontein (Doro Nawas)        |      | FYDN | bei Twyfelfontein                | 488          | 1490 × 16              | 07/25       | Kies       | national                | The Namib Lodge Company   |
| Flugplatz Eden                              |      | FYED |                                  | 1158         | 1200 × 25              | 09/27       | Kies       | national                | Eden Game Farm            |
| Flugplatz Geluk                             |      | FYGK |                                  | 732          | 1200 × 23              | 11/29       | Kies       | national                | The Namib Lodge Company   |
| Flugplatz Grand View                        |      | FYGE | beim Fischfluss-Canyon           | 550          | 1600 × 22              | 08/26       | Kies       | national                | Fish River Lodge          |
| Flugplatz Hartmannstal                      |      | FYHV | beim Hartmannstal                | 628          | 1600 × 15              | 04/22       | Kies       | national                | The Namib Lodge Company   |
| Flugplatz Hoanib Skeleton Coast             |      | FYHO | nahe der Skelettküste            | 463          | 1400 × 23              | 03/21       | Kies       | national                | The Namib Lodge Company   |
| Flugplatz Karios                            |      | FYKC | beim Fischfluss-Canyon           | 952          | 1100 × 10              | 03/21       | Kies       | national                | Gondwana Collection       |
| Flugplatz Keerwerder                        |      | FYRW | im Namib Rand Nature Reserve     | 971          | 1500 × 17              | 08/26       | Kies/Sand  | national                | Namib Rand Nature Reserve |
| Flugplatz Namib Desert Lodge                |      | FYDL | beim Fischfluss-Canyon           | 960          | 1300 × 10              | 10/28       | Sand       | national                | Gondwana Collection       |
| Flugplatz Okonjima Lodge                    |      | FYKN | auf Okonjima                     | 1633         | 1300 × 30              | 06/24       | Kies       | national                | Okonjima                  |
| Flugplatz Onguma                            |      | FYGG | auf Onguma                       | 1085         | 1555 × 20              | 10/28       | Kies       | national                | Onguma                    |
| Flughafen Oranjemund                        | OMD  | FYOG | Oranjemund                       | 4            | 1600 × 30              | 02/20       | Asphalt    | international, national | NAMDEB                    |
| Flugplatz Orutjandja                        |      | FYOQ |                                  | 755          | 2000 × 12              | 17/35       | Kies       | national                | Natural Selection Safaris |
| Flugplatz Palmwag Lodge                     |      | FYPW | Palmwag                          | 975          | 1372 × 10              | 07/25       | Kies       | national                | Gondwana Collection       |
| Flugplatz Rhino Camp                        |      | FYRN | bei Palmwag                      | 762          | 1420 × 16              | 09/27       | Kies       | national                | The Namib Lodge Company   |
| Flugplatz Safarihoek                        |      | FYSQ | Südrand des Etosha-Nationalparks | 1173         | 1100 × 11              | 06/24       | Kies       | national                | Natural Selection Safaris |
| Flugplatz Solitaire                         | SLT  | FYSO | Solitaire                        | 1063         | 1400 × 12              | 02/20       | Sand       | national                | Natural Selection Safaris |
| Flugplatz Sesriem (Sossusvlei Desert Lodge) |      | FYSL | bei Sesriem                      | 872          | 1500 × 10              | 05/23       | Kies       | national                | andbeyond                 |
| Flugplatz Wolwedans                         |      | FYWD | Namib Rand Nature Reserve        | 1001         | 1550 × 13,5            | 12/30       | Kies/Sand  | national                | Namib Rand Nature Reserve |

## Flugplätze (nicht registriert)
| Name                     | IATA | ICAO | Ort                               | Höhe (Meter) | Länge × Breite1 (Meter) | Ausrichtung1 | Oberfläche1 | Art       | Betreiber               | Status      |
| ------------------------ | ---- | ---- | --------------------------------- | ------------ | ----------------------- | ------------ | ----------- | --------- | ----------------------- | ----------- |
| Flugplatz Bitterwasser   | –    | FYBJ | Farm Bitterwasser                 | 1.275        | 1.700 × 35              | 09/27        | Kies        | Segelflug | Bitterwasser (Pty) Ltd. |             |
| Flugplatz Gravenstein    | –    | FYGV | Gravenstein                       | 1.331        | 684 × 40                |              | Kies        | National  | privat                  |             |
| Flughafen Karibib        | KRB  | FYKA | Karibib                           | ?            | 2490 × ??               |              | Kies        | Lokal     | Luftwaffe               |             |
| Flugplatz Lianshulu      | –    | FYLS | südlich von Kongola               | 957          | 1.310 × 25              |              | Kies        | National  | privat                  |             |
| Flugplatz Mokuti Lodge   | OKU  | FYMO | Mokuti Etosha Lodge               | 1113         | 2200 × 30               | 08/26        | Kies        | national  | privat                  |             |
| Flugplatz Rag Rock       | –    | FYRR | nördlich des Brandberg            | 640          | 1.000 × 25              |              | Kies        | National  | privat                  |             |
| Flugplatz Skorpion-Mine  | –    | FYSA | Rosh Pinah                        | 570          | 1750 × 18               | 17/35        | Asphalt     | national  | Skorpion Zinc           |             |
| Flughafen Tsumeb         | TSB  | FYTM | Tsumeb                            | 1.327        | 1.470 × 17              | 12/30        | Asphalt     | National  | privat                  |             |
| Flugplatz Pokweni        | –    | FYPO | südöstlich von Rehoboth           | 1.300        | 2.500 × 30              | 17/35        | Kies        | Segelflug | privat                  |             |
| Flugplatz Opuwo          | OPW  | FYOP | Opuwo                             | ?            | ???? × ??               |              | Kies        | Lokal     | privat                  |             |
| Flugplatz Karasburg      | KAS  | FYKB | Karasburg                         | 1012         | 1524 × 25               | 04/22        | Asphalt     | National  | privat                  |             |
| Flugplatz Oshakati       | OHI  | FYOS | Oshakati                          | 334          | 1036 × ??               | 17/35        | Asphalt     | Lokal     | privat                  | stillgelegt |
| Flugplatz Outjo          | OUT  | FYOJ | Outjo                             | 1.216        | 1860 × ??               |              | Sand        | Lokal     | privat                  |             |
| Segelflugplatz Kiripotib | –    | FYKH | Uhlenhorst                        | 1366         | 1410 1500               | 26/08 18/36  | Sand        | Segelflug | privat                  |             |
| Flugplatz Twyfelfontein  | –    | FYTF | Twyfelfontein                     | 534          |                         |              | Sand        | Lokal     | privat                  |             |
| Segelflugplatz Veronica  | –    | FYVF | 20 km nördlich Blumfelde (Khomas) | 1325         | 2000 × 90 1600 × 60     | 08/26 01/19  | Sand        | Segelflug | privat                  |             |

1 Angaben beziehen sich auf die längste verfügbare Start- und Landebahn

- Flugplatz Aminuis AMN in Aminuis (FYAM)
- Flugplatz Ariamsvlei ARM in Ariamsvlei (FYAV)
- Flugplatz Aroab ARB in Aroab (FYAB)
- Flugplatz Aus AUS in Aus (FYAS)
- Flugplatz Bethanien BTH in Bethanien (FYBC)
- Flugplatz Epukiro EPK in Epukiro (FYEK)
- Flugplatz Helmeringhausen HLM in Helmeringhausen (FYHH)
- Flugplatz Hobas HBS bei Hobas (FYHS)
- Flugplatz Ibenstein in Ibenstein (FYIB)
- Privat-Flugplatz Kalahari in Kalahari (FYKE)
- Flugplatz Kalkfeld in Kalkfeld (FYKD)
- Flugplatz Kamanjab KMN in Kamanjab (FYKJ)
- Flugplatz Leonardville LNR in Leonardville (FYLV)
- Flugplatz Maltahöhe MLT in Maltahöhe (FYMH)
- Privat-Flugplatz Namib-Naukluft-Lodge in Namib-Naukluft-Lodge (FYNN)
- Flugplatz Namtib auf Farm Namtib (FYNT)
- Privat-Flugplatz Namutoni NNI beim Fort Namutoni (FYNA)
- Privat-Flugplatz Okaukuejo OKF in Okaukuejo (FYOO)
- Flugplatz Okahandja OKH in Okahandja (FYON)
- Flugplatz Okahao in Okahao (FYOH)
- Flugplatz Omaruru in Omaruru (FYOM)
- Omaruru Game Lodge Airport bei Omaruru (FYGL)
- Flugplatz Ondangwa OND in Ondangwa (FYOA)
- Flugplatz Operet OPR in Operet (FYOU)
- Flugplatz Otavi OTV in Otavi (FYOV)
- Flugplatz Otjiwarongo OTJ in Otjiwarongo (FYOW)
- Flugplatz Pokweni PKW in Pokweni (FYPO)
- Flugplatz Rooikoop in Rooikoop (FYRK)
- Flugplatz Rosh Pinah in Rosh Pinah (FYRP)
- Flughafen Ruacana in Ruacana (FYRC)
- Flugplatz Sesriem in Sesriem (FYSS)
- Flugplatz Sossusvlei in Sossusvlei (FYSL)
- Flughafen Terrace Bay in Terrace Bay (TCY)
- Flugplatz Tsumkwe in Tsumkwe (FYTK)
- Flugplatz Uis in Uis (FYUS)
- Flugplatz Witvlei WTV in Witvlei (FYWI)
- Flugplatz Wolvedans WLV in Wolvedans (FYWD)